# Matjaž Kovač (1968)
Matjaž Kovač, slovenski veteran vojne za Slovenijo, 17. februar 1968, Kočevje.

## Odlikovanja in priznanja
- bronasta medalja Slovenske vojske (11. maj 2000)
- medalja v službi miru (27. februar 2001)
- spominski znak Maribor - Dobova (24. februar 1998)
- spominski znak Hrast (24. februar 1998)